# Arrondissement Saint-Gaudens
Arrondissement Saint-Gaudens (fr. Arrondissement de Saint-Gaudens) je správní územní jednotka ležící v departementu Haute-Garonne a regionu Midi-Pyrénées ve Francii. Člení se dále na 11 kantonů a 237 obcí.

## Kantony
- Aspet
- Aurignac
- Bagnères-de-Luchon
- Barbazan
- Boulogne-sur-Gesse
- L'Isle-en-Dodon
- Montréjeau
- Saint-Béat
- Saint-Gaudens
- Saint-Martory
- Salies-du-Salat